# Episodi di Ugly Betty (prima stagione)
La prima stagione della serie televisiva Ugly Betty è stata trasmessa negli Stati Uniti dal 28 settembre 2006 al 17 maggio 2007 sul network ABC.
In Italia la prima parte della stagione (episodi 1-14) è stata trasmessa in anteprima assoluta su Italia 1 dal 18 maggio 2007 al 27 giugno 2007 per poi interromperne la trasmissione a causa degli ottimi ascolti e preservare il prodotto per la pay per view del digitale terrestre Mediaset Premium. Infatti la seconda parte della stagione (episodi 15-23) è stata trasmessa in pay per view su Mediaset Premium dal 1º agosto 2007 al 15 agosto 2007. In seguito gli episodi 15-23 sono stati trasmessi in chiaro, sempre da Italia 1, dal 4 settembre 2007 al 25 settembre 2007.
| nº | Titolo originale                      | Titolo italiano                                 | Prima TV USA      | Prima TV Italia |
| -- | ------------------------------------- | ----------------------------------------------- | ----------------- | --------------- |
| 1  | Pilot                                 | Ugly Betty                                      | 28 settembre 2006 | 18 maggio 2007  |
| 2  | The Box and the Bunny                 | Intrighi e... coniglietti                       | 5 ottobre 2006    | 18 maggio 2007  |
| 3  | Queens for a Day                      | Dal Queens con furore                           | 12 ottobre 2006   | 25 maggio 2007  |
| 4  | Fey's Sleigh Ride                     | Un giro sulla slitta di Fey                     | 19 ottobre 2006   | 1º giugno 2007  |
| 5  | The Lyin', the Watch and the Wardrobe | La bugiarda, l'orologio e l'armadio             | 26 ottobre 2006   | 1º giugno 2007  |
| 6  | Trust, Lust and Must                  | Segreti, segreti, segreti                       | 2 novembre 2006   | 1º giugno 2007  |
| 7  | After Hours                           | Risvolti                                        | 9 novembre 2006   | 8 giugno 2007   |
| 8  | Four Thanksgivings and a Funeral      | Quattro giorni del ringraziamento e un funerale | 16 novembre 2006  | 8 giugno 2007   |
| 9  | Lose the Boss                         | Capo per un giorno                              | 23 novembre 2006  | 13 giugno 2007  |
| 10 | Fake Plastic Snow                     | La finta neve                                   | 30 novembre 2006  | 13 giugno 2007  |
| 11 | Swag                                  | Tutto per una borsa                             | 19 ottobre 2006   | 20 giugno 2007  |
| 12 | Sofia's Choice                        | La scelta di Sofia                              | 11 gennaio 2007   | 20 giugno 2007  |
| 13 | In or Out                             | In o out                                        | 18 gennaio 2007   | 27 giugno 2007  |
| 14 | I'm Coming Out                        | La rivelazione                                  | 25 gennaio 2007   | 27 giugno 2007  |
| 15 | Brothers                              | Fratelli                                        | 8 febbraio 2007   | 1º agosto 2007  |
| 16 | Derailed                              | La bufera                                       | 15 febbraio 2007  | 1º agosto 2007  |
| 17 | Icing on the Cake                     | La ciliegina sulla torta                        | 15 marzo 2007     | 5 agosto 2007   |
| 18 | Don't Ask, Don't Tell                 | Non chiedere, non dire                          | 22 marzo 2007     | 5 agosto 2007   |
| 19 | Punch Out                             | Fuori gioco                                     | 19 aprile 2007    | 8 agosto 2007   |
| 20 | Petra-Gate                            | Lo scandalo Petra-Gate                          | 26 aprile 2007    | 12 agosto 2007  |
| 21 | Secretaries Day                       | La giornata della segretaria                    | 3 maggio 2007     | 12 agosto 2007  |
| 22 | A Tree Grows in Guadalajara           | Un albero cresce a Guadalajara                  | 10 maggio 2007    | 15 agosto 2007  |
| 23 | East Side Story                       | East Side Story                                 | 17 maggio 2007    | 15 agosto 2007  |

## Ugly Betty
- Titolo originale: Pilot
- Diretto da: Richard Shepard
- Scritto da: Silvio Horta

### Trama
Betty Suarez vive con la sua famiglia, composta dal padre Ignacio, sua sorella Hilda e il figlio di Hilda, Justin. Sua madre è morta. Betty cerca di ottenere un posto di lavoro come scrittrice presso la Meade Publications, una compagnia editoriale. Il suo ragazzo, Walter, la lascia per un'altra ragazza e lei rimane molto delusa. Intanto Bradford Meade prende Betty come assistente di suo figlio Daniel Meade, che dirige la rivista Mode al posto di Wilhelmina Slater. Betty non si trova tanto bene, visto che tutte le sue colleghe la prendono in giro per il suo modo di essere e per il suo aspetto fisico, però conosce Christina e un gruppo di sue amiche che si comportano molto bene con lei. Daniel non la vuole come assistente e cerca di mandarla via, ma quando vede delle sue idee su come sponsorizzare Fabia Cosmetics decide di scusarsi e farla ritornare al lavoro. Fabia accetta le proposte di Betty. Wilhelmina incontra una donna con il corpo e il volto coperto e stanno tramando per prendere possesso della Meade Publications.
- Musiche: I Like It A Lot (Princess Superstar). Suddenly I See (KT Tunstall)

## Intrighi e... coniglietti
- Titolo originale: The Box and the Bunny
- Diretto da: Sheree Folkson
- Scritto da: Silvio Horta

### Trama
Betty è pronta per avere una scrivania tutta sua e i suoi colleghi la deridono quando mette un coniglietto rosa come segno di porta fortuna. Natalie Whitman ha fatto un servizio fotografico per Mode e le sue foto stanno per essere ritoccate. Wilhelmina si sente defraudata del suo ruolo quando Daniel chiede di ricevere ogni sera il "Book", un elemento molto importante dove ogni sezione a fine giornata inserisce la sua parte di lavoro svolto, così decide di fargliela pagare mettendo dentro il "Book" le foto non ritoccate di Natalie. Bradford c'entra con la morte di Fey Sommers, la redattrice di Mode morta in un incidente d'auto. Daniel lascia il "Book" nel suo ufficio e Betty decide di portarselo a casa dopo che Daniel non risponde al telefono, il giorno dopo il "Book" è scomparso e Betty, disperata, decide di dire la verità a Daniel che invece di arrabbiarsi cerca di trovarlo. Betty si sente in colpa e decide di lasciare il lavoro ma quando il "Book" viene ritrovato e tutto viene risolto ritorna. Daniel riceve una strana chiamata da una donna che afferma di sapere tutto sulla sua famiglia.
- Musiche: Love Me or Hate Me (Lady Sovereign)

## Dal Queens con furore
- Titolo originale: Queens for a Day
- Diretto da: James Hayman
- Scritto da: Marco Pennette

### Trama
Bradford organizza un party per suo figlio Daniel e per la sua rivista Mode, Betty cerca di entrare ma il buttafuori non l'autorizza. Daniel cerca di attuare dei cambiamenti alla rivista. Bradford manda un suo amico a cercare la macchina di Fey Sommers, ridotta male a causa dell'incidente, in modo da farla sparire per evitare che qualcuno si accorga che era stata manomessa. Betty ha un pranzo importante con il fotografo Vincent Bianchi, anche lui cresciuto nel Queens, e decide di darsi una sistemata, così si fa aiutare da sua sorella che la porta in una specie di centro bellezza. Durante la sua giornata di lavoro viene derisa da Wilhelmina e capisce che cambiare aspetto non è servito a niente. Vincent Bianchi accetta di fare una grande servizio fotografico per Mode, quando Wilhelmina lo viene a sapere esplode dalla rabbia.
- Musiche: Buttons (Pussycat Dolls). Hips Don't Lie (Shakira). La Cubanita (Los Ninos de Sara)

## Un giro sulla slitta di Fey
- Titolo originale: Fey's Sleigh Ride
- Diretto da: Tricia Brock
- Scritto da: Sheila Lawrence

### Trama
Betty va a una serata di socializzazione al Rack con Marc e Amanda, cerca di socializzare un po' con tutti visto che è la sua prima serata a una festa del genere. Bradford perde un carillon che potrebbe essere la prova della sua relazione con Fey. Intanto Daniel, Vincent e Wilhelmina stanno preparando una scenografia natalizia per fare delle foto da mettere nella rivista Mode. Justin vuole andare al lavoro con Betty e salta alcuni giorni di scuola. Vincent è in crisi perché la rivista Isabella ha rubato le idee per la scenografia natalizia, così Betty, Marc e Amanda sono coinvolti perché sono stati loro a rivelare qualcosa nella serata di socializzazione. Il carillon perduto viene trovato da Daniel sulla sua scrivania, Daniel capisce che qualcuno sta cercando di fare cadere i sospetti della morte di Fey su suo padre. Interrogata da Wilhelmina insieme a Marc e Amanda, Betty rivela come sono andate le cose durante la serata di socializzazione, ma Wilhelmina non punisce nessuno dei tre, spiegando loro che è stata Carol a rivelare tutto.
- Musiche: Can I Get Get Get (Junior Senior)

## La bugiarda, l'orologio e l'armadio
- Titolo originale: Lyin', the Watch and the Wardrobe
- Diretto da: Rodman Flender
- Scritto da: Donald Todd

### Trama
È Halloween e la famiglia Suarez si prepara a festeggiarlo nel migliore dei modi. Betty va al lavoro vestita da farfalla, il suo ex cerca di riavvicinarsi a lei: le regala la chiave del suo appartamento ed è pronto a vivere insieme a lei, ma Betty rifiuta perché per lei è troppo presto. Daniel va a trovare sua madre per sapere qualcosa sul suo passato. Betty è invitata a pranzo da Henry. Wilhelmina è ingrassata e sta facendo di tutto per dimagrire. Ignacio confessa a Betty che vive negli USA illegalmente.
- Musiche: Right Back Where We Started From (Maxine Nightingale)

## Segreti, segreti, segreti
- Titolo originale: Trust, Lust, and Must
- Diretto da: Jamie Babbit
- Scritto da: Cameron Litvack

### Trama
Ignacio potrebbe essere deportato, un qualsiasi giudice potrebbe decidere di rimandarlo in Messico, così i Suarez si rivolgono a un avvocato che però chiede un anticipo di 20 000 dollari. Daniel si invaghisce di una ragazza di nome Sofia. Wilhelmina si trova in disaccordo con sua figlia Nico. Betty e Hilda cercano un modo per ottenere i soldi richiesti dall'avvocato, Hilda conosce una ragazza che fa l'avvocato e potrebbe essergli d'aiuto. Bradford va al cimitero a trovare Fey e vede un'ombra molto somigliante a Fey e pensa che la donna sia ancora viva. Ignacio dice a Betty che ha ucciso il fidanzato di sua madre e che poi si sono sposati.
- Guest star: Salma Hayek (Sofia)

## Risvolti
- Titolo originale: After Hours
- Diretto da: James Hayman
- Scritto da: Dailyn Rodriguez

### Trama
Sofia usa la sala conferenze di Daniel per lavorarci con i suoi editori finché non saranno pronti altri uffici. Wilhelmina deve intrattenere Ted Lebeau, presidente della Beaumart, perché servono dei soldi alla rivista per la sua pubblicità. Sofia vuole l'opinione di Betty riguardo a un suo articolo. Daniel pensa che Sofia ci stia provando con lui. Betty è incaricata da Daniel di scrivere una recensione su un famoso Hotel e così deve passare il weekend lì. Hilda chiede dei soldi a Santos, il suo ex, non che padre di Justin, per pagare l'avvocato. Daniel scopre che Sofia ha un ragazzo. L'articolo sull'Hotel che Betty aveva fatto non viene accettato da Daniel, così Sofia decide di pubblicarlo sulla sua rivista.

## Quattro giorni del ringraziamento e un funerale
- Titolo originale: Four Thanksgivings and a Funeral
- Diretto da: Sarah Pia Anderson
- Scritto da: Marco Pennette

### Trama
Si avvicina il giorno del Ringraziamento. Daniel continua a pensare a Sofia, sta perdendo la testa per lei.
Amanda e Marc, non avendo altri impegni, decidono di passare il giorno del Ringraziamento in ufficio bevendo e provandosi abiti lussuosi. Nico avvisa Wilhelmina che tornerà a casa per il giorno del Ringraziamento, così Wilhelmina rinuncia ad andare al party di Donatella Versace per trascorrere la serata con la figlia.
Daniel parla dei suoi sentimenti a Sofia, ma lei gli consiglia di rimanere semplici amici.
Bradford organizza una serata del Ringraziamento per i caporedattori; ci saranno sia Daniel sia Sofia, ma lei arriverà con il suo fidanzato Hunter (Teddy Sears).
Hilda non è molto contenta di Betty, che a causa del lavoro trascura la famiglia, facendo sempre tardi.
Gina Gambarro mette in guardia Betty su Leah, l'avvocato che stanno per assumere: si dice che una volta incassati i soldi svanisca nel vuoto. Dopo alcune indagini Betty parla con Hilda riguardo a Leah, ma Hilda crede che Betty sia solo invidiosa e non la ascolta.
Wilhelmina decide di preparare con le sue mani una cenetta con i fiocchi per l'arrivo di Nico, ma quando la figlia arriva a casa le rivela il motivo del suo ritorno: andare a un concerto con le sue amiche.
Nico nota che la madre è rimasta molto male e quando scopre la cenetta che aveva preparato decide di rimanere a casa.
Daniel incontra Hunter e inizia ad avere ancora meno autostima, dal momento che Hunter sembra l'uomo perfetto, e non solo fisicamente.
Bradford vede di nuovo Fey di sfuggita e inizia a credere davvero che non sia morta.
Marc e Amanda spettegolano ubriachi, ma il pettegolezzo di Marc è alquanto piccante: sta iniziando a credere che Wilhelmina sia lesbica a causa delle chiamate che riceve da una donna, visto che Wilhelmina non gli permette assolutamente di ascoltare.
Decidono di controllare il tabulato delle chiamate di Wilhelmina, trovano il numero e Amanda chiama: è una clinica chirurgica e appena dice di essere Wilhelmina le passano una donna, ma appena questa risponde Amanda riaggancia.
La sconosciuta chiama in ufficio ma loro non rispondono, quindi chiama Wilhelmina al cellulare e scopre che non è stata lei a telefonare, ma qualcun altro dal suo ufficio; entrambe rimangono perplesse.
Hilda da un anticipo di 5 000 dollari a Leah, ma Betty interviene raccontandole il caso di una delle tante donne che truffò, ma Leah le racconta un'altra versione della storia. Betty, convintasi della buona fede di Leah, le chiede scusa e Hilda decide di invitarla alla cena del Ringraziamento.
Sofia chiede ad Hunter di andare a ballare, ma lui non accetta, così Daniel, spacciandosi per un ottimo ballerino, ne approfitta e insiste per andare a ballare. Daniel non credeva che sarebbero andati in un locale di Salsa, ballo che lui non conosce, così chiama Betty e si fa dare lezioni via telefono. È arrivato il momento di fare colpo, ma Hunter prende Sofia tra le sue braccia e ballano una Salsa caliente: Hunter è un ballerino professionista.
Bradford vuole scoprire se Fey è davvero morta, così si reca al cimitero e aprono la bara: è vuota. Leah non si presenta alla cena e quando Hilda prova a chiamarla sia il cellulare che il telefono dell'ufficio sono spenti: Betty aveva ragione!
Daniel corre in macchina e vuole andare via, Sofia lo raggiunge e gli dichiara che prova dei sentimenti per lui, ma il suo sogno di avere una famiglia non potrà realizzarsi con Daniel, bensì con Hunter.
Dopo avere ricevuto una chiamata Betty si reca subito in un locale dove Daniel è ubriaco fradicio e con il cuore in pezzi e si prenderà cura di lui.

## Capo per un giorno
- Titolo originale: Lose the Boss
- Diretto da: Ken Whittingham
- Scritto da: Oliver Goldstick

### Trama
Betty ha portato Daniel a casa sua a causa della sbornia della sera precedente.
Al mattino Daniel si sveglia con i postumi della sbornia e non è in grado di andare al lavoro.
È nata la figlia di due personaggi famosi e Mode avrà l'esclusiva di presentare la piccola.
Santos dal giorno del Ringraziamento si è stabilito a casa di Betty, ma Ignacio lo considera ancora un ospite a causa delle esperienze passate.
Sofia confessa a Betty che nel week-end si sposerà con Hunter ma non è sicura di fare questa scelta poiché Daniel ha stravolto i suoi sentimenti.
Betty si ritrova a svolgere il lavoro di Daniel da sola e per di più in sole tre ore.
Betty non sa come giustificare l'assenza di Daniel in ufficio e inventa mille scuse.
Ignacio invita Daniel a rimanere a colazione ma non riesce a mangiare nulla, dopo alcune ore la situazione di Daniel peggiora, ha la febbre, e quindi non potrà assolutamente andare in ufficio.
Questo Natale in casa Suarez non ci potrà essere un albero di Natale, dovranno risparmiare per l'avvocato di Ignacio, Daniel per caso ascolta queste discussioni e decide di fargli una sorpresa, ordina un albero di Natale.
Per il servizio fotografico della piccola star viene ingaggiato Bruno, un fotografo antipatico e altezzoso che non dà minimamente ascolto a Betty.
Wilhelmina legge uno sms sul cellulare di Marc inviatogli da Amanda e scopre che sono stati loro a intrufolarsi nel suo ufficio.
Betty non accetta le idee stravaganti di Bruno e così nascono molti disaccordi tra i due.
Daniel scopre l'affetto e il calore di una famiglia stando a casa di Betty.
Daniel affida tutte le responsabilità a Betty, sarà lei il capo per questo giorno.
Il fotografo parla della piccola da poco nata come se fosse un mostro, Betty stufa delle concezioni superficiali di Bruno lo licenzia. La ruota dell'auto di Wilhelmina e Marc si buca così rimangono a piedi per le strade di un quartiere malfamato.
Decidono di prendere un taxi ma la situazione peggiora, l'autista li scaccia dal proprio taxi perché li reputa antipatici, nella fretta Wilhelmina lascia la sua borsa nel taxi.
Betty racconta a Sofia i motivi dell'assenza di Daniel.
A Santos non fanno molto piacere i comportamenti che ha suo figlio Justin e dopo una discussione con Hilda se ne va per l'ennesima volta.
Daniel consiglia a Betty di portare la piccola star con i suoi genitori a casa Suarez proponendo un servizio fotografico semplice ma che esprime l'importanza e il calore di una famiglia.
Marc e Wilhelmina si sono persi nel Queens senza un soldo, per fortuna trovano una cassetta per le offerte in una chiesa abbandonata in modo tale che possano prendere un taxi che li porti all'aeroporto.
Sofia prima di partire dà un passaggio a Betty fino a casa.
Sofia invita Betty a lavorare per la sua rivista perché le sue capacità sono sprecate a Mode.
Daniel decide di parlare con Sofia prima che parta, le rivela il suo profondo amore e le regala una decorazione natalizia fatta con le sue mani.
Dopo un bacio Sofia decide di rimandare la sua partenza.
Ogni cosa è andata a meraviglia.
Daniel consiglia Betty di accettare il lavoro che le ha offerto Sofia poiché si merita il meglio. Marc si approfitta dei segreti di cui è venuto a conoscenza per trarre vantaggi lavorativi da Wilhelmina. Mentre Betty sta raccontando alla sua famiglia la proposta di lavoro che le hanno offerto, due uomini dell'ufficio immigrazione arrivano a casa di Betty per arrestare Ignacio.
- Altri interpreti: Bob Clendenin (Bruno)

## La finta neve
- Titolo originale: Fake Plastic Snow
- Diretto da: James Hayman
- Scritto da: Veronica Becker e Sarah Kucserka

### Trama
Betty si sveglia di soprassalto e ha paura di avere fatto un sogno premonitore: Henry la bacerà.
Sofia dopo tre settimane trascorse con Daniel parte, gli consiglia di prendersi una pausa durante la sua assenza, uscendo con altre donne capirà se l'ama davvero o è solo un'infatuazione.
Marc continua ad approfittarsi di Wilhelmina grazie al piccolo segreto che ha scoperto.
Betty non fa altro che pensare al sogno che ha fatto.
A Mode devono tagliare delle spese così decidono di organizzare il party di Natale in ufficio.
Daniel annuncia l'assunzione di Betty al M.Y.W., la rivista di Sofia. Ci sarà bisogno di una nuova assistente e sarà Betty a doverla selezionare.
Daniel ha preso in prestito degli anelli; quando avrà scelto quello giusto chiederà a Sofia di sposarlo.
Betty trova vari regali sulla sua scrivania immaginando che siano da parte di Daniel per il nuovo impiego.
Amanda per farsi assumere come nuova assistente decide di aiutare Betty a organizzare il party natalizio.
Anche Henry aiuterà Betty. A Mode ci sarà un servizio fotografico di lingerie; una delle modelle è Aerin (Mini Anden), la prima fiamma di Daniel.
Aerin cerca subito di sedurlo ma Betty interviene prontamente ricordando il suo fidanzamento con Sofia.
Walter presenta Betty al suo capo alla festa natalizia della “Pro Buy”, il magazzino in cui lavora Walter.
Marc, dopo avere ascoltato una chiamata di Wilhelmina, è molto impaurito, ha paura che pur di farlo stare in silenzio lo faranno fuori.
Amanda trova gli anelli nell'ufficio di Daniel, se ne prova uno ma le rimane incastrato.
Betty non è sicura che Walter sia l'uomo della sua vita.
Dopo alcune indagini di Bradford sembra che Fey sia davvero morta.
Nonostante Amanda si stia davvero impegnando, Betty non è ancora convinta di assumerla a causa della sua vecchia storia con Daniel.
Betty ed Henry iniziano a parlare di varie cose, improvvisamente si ripete una scena del sogno che Betty ha fatto e presa dal panico lo manda subito via.
Amanda riesce a dimostrare a Betty che è anche capace di sapere difendere Daniel dalle altre donne, allontanando Aerin da Daniel.
Betty si accorge che quando guarda Henry le batte forte il cuore e si emoziona.
Wilhelmina accompagnata da uno strano uomo trova Marc al party.
Lo portano nel garage isolato dell'edificio, Marc pensa che sia arrivata la sua fine ma in realtà Wilhelmina ha deciso di regalargli una meravigliosa auto, comprando il suo silenzio.
Aerin bacia Daniel, così lui capisce di amare solo Sofia, non ha significato nulla quel bacio, non gli ha dato alcuna emozione.
Gina Gambarro per rubare le decorazioni natalizie di casa Saurez si frattura una gamba e così Hilda la invita a trascorrere la serata a casa loro.
Finalmente l'anello si sfila dal dito di Amanda, Betty decide che Amanda ha le qualità per essere la nuova assistente di Daniel.
Daniel dà un regalo d'addio a Betty, così lei capisce che i regali precedenti erano di qualcun altro.
Daniel lascia un messaggio sulla segreteria di Sofia, dichiarandole il suo amore reale.
Mentre Betty e Henry si scambiano sguardi teneri arriva Aerin che lo bacia improvvisamente, Betty ferita scappa via. Anche Wilhelmina scopre che il suo cuore batte per qualcuno: Ted Lebeau che è tornato a farle visita.
Betty torna a casa, Walter le porta il suo regalo di Natale, era stato lui il fautore degli altri regali trovati da Betty. Mentre Betty è con Walter arriva una chiamata di Henry a casa Suarez, lascia un messaggio a Hilda invitando Betty al cinema con lui, ma Hilda decide di non dire nulla a Betty sperando che con il tempo apprezzi l'amore di Walter.
Betty dopo aver dato un bacio a Walter capisce che lui non è l'uomo della sua vita, il suo cuore non batte per lui.

## Tutto per una borsa
- Titolo originale: Swag
- Diretto da: Tamra Davis
- Scritto da: James D. Parriott

### Trama
Daniel deve instaurare un rapporto di amicizia con Oshi un grande amico di Fey. Christina deve dare via alcuni vestiti e accessori di vecchia stagione e tutte le ragazze di Mode si preparano per ricevere le cose più belle. Ignacio ha dei problemi con la farmacia che non gli vuole più passare i farmaci perché la sua assicurazione è stata bloccata e quindi deve pagarli. Wilhelmina cerca di incastrare Daniel riguardo ai suoi fondi finanziari.

## La scelta di Sofia
- Titolo originale: Sofia's Choice
- Diretto da: James Hayman
- Scritto da: Silvio Horta

### Trama
Betty si trasferisce al M.Y.W. il giornale di Sofia e incontra una ragazza simile a lei come modo di essere. Ignacio deve dimostrare di stare in USA da molti anni e si fa aiutare da una signora del dipartimento immigrazione. Betty deve fare il suo primo articolo nel nuovo giornale, come tema principale deve parlare delle sue esperienze lavorative a Mode, però è molto contraria e Sofia cerca di convincerla recitando una scenetta drammatica. Wilhelmina sta cambiando il suo stile di vita da quando frequenta Ted Lebeau. Sofia dona delle banconote al suo ex ragazzo Hunter davanti al Boylesque, uno strip club, Betty se ne accorge e sospetta qualcosa anche perché Sofia gli aveva detto che Hunter stava in Europa e non l'avrebbe più rivisto. Wilhelmina si tiene ancora in contatto con una donna che risiede a una clinica e cercano ancora di trovare un piano per prendere tutta la Meade Publications. Christina e Betty vanno al Boylesque per fare alcune domande a Hunter e scoprono che Sofia ha pagato Hunter per essere la sua ragazza, così Betty chiama Daniel che però ha già fatto la proposta di matrimonio a Sofia. Ted lascia per sempre Wilhelmina e lei ritorna a essere quella che è sempre stata. Sofia spiega a Betty che ha assunto Hunter per convincere Daniel a mettersi con lei. Sofia e Daniel vanno allo show "Sorgi e Splendi America" dove annunceranno il loro fidanzamento in diretta TV. Intanto Betty legge un articolo scritto da Sofia che verrà stampato a breve con il titolo "Le regole per sposare l'uomo che desideri in 60 giorni o meno" e capisce che Sofia non ama Daniel e l'ha usato solo per la sua storia di copertina. Durante la diretta TV Sofia dice a Daniel che non è interessata ad avere una relazione con lui e gli restituisce l'anello di fidanzamento. Dopo tutto quello che è accaduto Betty lascia il M.Y.W.. Daniel è andato via e nessuno sa dove.
- Musiche: The Weekend (Michael Gray)

## In o out
- Titolo originale: In or Out
- Diretto da: Michael Spiller
- Scritto da: Myra Jo Martino

### Trama
Hilda perde il lavoro. Betty viene assunta come cameriera in un locale. Wilhelmina e la donna che risiede nella clinica stanno per acquistare del materiale che potrebbe collegare Bradford alla morte di Fey Sommers. Daniel sta tornando da Rio. Wilhelmina è convinta che il suo piano abbia effetto e si prepara a ricevere il posto di direttore a Mode così fa una lista di chi deve rimanere e chi no. Betty scopre che Daniel non è stato a Rio ma sta nel suo appartamento. A Betty viene fatta la proposta di ritornare a Mode, ma dovrà collaborare con Amanda che rimane assistente. Christina aiuta Betty a trovare un modo per tirare su il morale a Daniel. Hilda trova lavoro in un ristorante come produttrice di tortine. Betty chiama Gisele per fare passare del tempo a Daniel, i due hanno un appuntamento che però viene disdetto da Amanda che viene a sapere dei piani di Wilhelmina e sa che deve tradire Daniel se vuole rimanere a Mode. Wilhelmina ha tutte le prove necessarie in una busta e le fa portare alla polizia da Christina, che però non conosce il suo contenuto. Betty prende il posto di Gisele all'appuntamento e passa una serata con Daniel, che ricorda suo fratello Alex e la sua morte. Alex è ancora vivo e si scopre che in realtà è la donna misteriosa con cui parlava Wilhelmina e di cui ha condiviso i piani per prendere il controllo della compagnia Meade.
- Musiche: Got You Babe (Sonny & Cher); Lovely 2 C U (Goldfrapp); Because I'm Awesome (The Dollyrots).

## La rivelazione
- Titolo originale: I'm Coming Out
- Diretto da: Wendey Stanzler
- Scritto da: James D. Parriott

### Trama
È la settimana della moda e Daniel è al comando della sfilata del "Mode". Hilda partecipa alla settimana della moda visto che ora è disoccupata. Per questo evento arriva al "Mode" anche Fabia che ha un piccolo litigio con Wilhelmina riguardo a un vestito. Al "Mode" arriva anche Becks un amico di Daniel. Alex Meade vuole andare prima alla sfilata per sapere cosa pensava la gente di lui. Wilhelmina fa delle iniezioni alla pelle del viso e la mattina seguente si sveglia con il viso rosso e gonfio e siccome deve andare alla sfilata si mette degli occhiali. L'assistente sociale di Ignacio si sta prendendo troppa cura di lui. Hilda e Betty litigano. Alex confida a Daniel di essere suo fratello anche se ha il corpo di una donna ha sempre un tatuaggio e Daniel non può non crederci. I due litigano e Alex gli spiega che aveva sempre desiderato essere una donna e ora il suo nome è Alexis. Betty sta cercando Daniel e lo trova insieme a Hilda mentre si baciano. Durante la sfilata Alex (Alexis) Meade rivela davanti a tutti e davanti a suo padre la sua vera identità, subito dopo Bradford Meade viene arrestato per l'omicidio si Fey Sommers. Christina capisce che Wilhelmina l'ha solo usata.

## Fratelli
- Titolo originale: Brothers
- Diretto da: Lev L. Spiro
- Scritto da: Shelia Lawrence

### Trama
L'assistente sociale di Ignacio si sta prendendo troppa cura di lui. Betty va in uno SPA con la madre di Daniel, e decide di aiutarla a mettere pace fra i due fratelli.

## La bufera
- Titolo originale: Derailed
- Diretto da: James Hayman
- Scritto da: Cameron Litvack

### Trama
Betty conosce la ragazza di Henry che è da poco a New York e confida a Henry che lei ha lasciato Walter solo per lui e ora è molto scontenta dal fatto che lui è fidanzato. Alexis vuole vivere la sua vita da donna e va in un locale insieme a Wilhelmina, qui viene derisa da un gruppo di ragazzi. Christina deve fare un vestito per Sarah Jessica Parker e si fa aiutare da Marc. Betty dice a Daniel che sua madre gli ha confidato di avere ucciso Fey. Daniel assume per aiutare suo padre un avvocato, Grace Chin, che risulta essere una ragazza rifiutata da lui ai tempi del liceo e che gli farà pagare questo rifiuto.

## La ciliegina sulla torta
- Titolo originale: Icing on the Cake
- Diretto da: Jeff Melman
- Scritto da: Dailyn Rodriguez

### Trama
Daniel sta avendo una relazione con l'avvocato di suo padre, Grace Chin. Betty viene invitata alla festa di compleanno di Charlie, la ragazza di Henry, e porta con sé il suo dentista il Dottor Farkas. Alexis si arrabbia quando viene a sapere che Daniel aveva preso un avvocato per suo padre senza il suo consenso. Wilhelmina scopre grazie a Christina che Daniel ha una relazione con Grace Chin e cerca di farlo capire ad Alexis con un video registrato da Marc così Alexis toglie il caso di suo padre all'avvocato Grace Chin. La madre di Daniel confessa alle autorità che è stata lei a uccidere Fey Sommers e così viene arrestata. Bradford verrà scarcerato e potrà riprendere il controllo della Meade Publications.

## Non chiedere, non dire
- Titolo originale: Don't Ask, Don't Tell
- Diretto da: Tricia Brock
- Scritto da: Sarah Kucserka, Veronica Becker e Marco Pennette

### Trama
La madre di Marc arriva in città per partecipare a un concorso con il suo gatto. Claire, la madre di Daniel, viene rinchiusa dentro una clinica per disintossicarsi e poi verrà messa in prigione, intanto Bradford Meade riprende il controllo della Meade Publications e vuole licenziare sua figlia Alexis dalla rivista Mode. Marc ha detto a sua madre di essere fidanzato per non fargli capire che è gay, così si fa aiutare da Betty che diventa la sua fidanzata per un giorno. Claire Meade che ha in possesso la rivista Mode decide che sua figlia Alexis deve continuare a lavorare lì e Daniel cerca di lavorare insieme a sua sorella, ma Alexis cerca di tagliarlo fuori dalla rivista. Wilhelmina vuole prendere il controllo di Mode e così cerca di sedurre Bradford.

## Fuori gioco
- Titolo originale: Punch Out
- Diretto da: Miguel Arteta
- Scritto da: Oliver Goldstick

### Trama
Quincy Combs sta scrivendo un libro dedicato alla famiglia Meade ma a quanto pare non sta inserendo avvenimenti positivi. Betty cerca di controllare Daniel e di incoraggiarlo nel continuare al meglio il suo lavoro a Mode. Alexis rilascia alcune informazioni a Quincy Combs riguardo al rapporto con suo padre e intanto scopre che Quincy è in possesso di alcuni diari di Fey Sommers. Amanda cerca di avere un aumento di carriera e vuole diventare l'assistente di Alexis. Betty trascorre una serata con Christina a un locale. Ignacio va a casa di Costance per incontrare il suo nuovo avvocato. Anche Wilhelmina vuole mettere le mani sui diari di Fey per vedere come ha fatto a sedurre Bradford. Hilda scopre che Constance è stata licenziata due mesi prima e chiama subito Ignacio che però non può uscire di casa perché Constance lo vuole sposare, ma dopo un chiarimento Constance capisce di avere sbagliato. Christina e Betty litigano quando Christina dice a Betty che è diventata famosa solo perché ha collaborato con Wilhelmina riportandogli pettegolezzi e facendogli dei favori. Amanda mentre prende alcune scarpe da uno scaffale apre una entrata segreta senza neanche accorgersene. Alexis dopo avere letto una pagina del diario di Fey capisce che suo padre non è stato sempre cattivo con lei e cerca di scusarsi. Daniel conosce due ragazze che dicono di essere sorelle, ma dopo che Daniel passa la notte con una di loro, quella più piccola e scopre che le due sono madre e figlia e che la figlia è diciassettenne. Le due lo ricattano cercando di andare in una delle copertine di Mode.

## Lo scandalo Petra-Gate
- Titolo originale: Petra-Gate
- Diretto da: Paul Lazarus
- Scritto da: Harry Werksman e Gabrielle Stanton

### Trama
Daniel è nei guai perché non sa che scelta fare. Betty cerca di essere più "fredda" a Mode, perché pensa che non sia un posto dove si possono fare amicizie. Christina cerca di chiarire con Betty, ma Betty non vuole. Henry e Charlie litigano. Rodrigo, un fotografo brasiliano, flirta con Alexis e la invita a cena, ma in realtà Rodrigo è stato pagato da Bradford per cercare di portare Alexis fuori dagli Stati Uniti. Hilda ricomincia a frequentare Santos che le fa una proposta di matrimonio. Daniel scopre, grazie a Betty, che Petra ha 20 anni e quindi non andrà in carcere. Amanda frequenta un designer e cerca di avere una relazione con lui. Charlie, di nascosto, vede Henry e Betty che si abbracciano. Christina e Betty si chiariscono. La relazione tra Wilhelmina e Bradford si rafforza ancora di più quando Wilhelmina aiuta Bradford nel tentativo di mandare Alexis fuori dal paese. Ignacio parla con il suo avvocato e scopre che verrà rimandato in Messico.

## La giornata della segretaria
- Titolo originale: Secretaries' Day
- Diretto da: Victor Nelli, Jr.
- Scritto da: Henry Alonso Myers

### Trama
Ignacio deve ritornare in Messico e rientrare negli Stati Uniti legalmente, ma i Suarez non hanno i soldi per il viaggio. Betty ha il compito di progettare "la settimana dei segretari" di Mode, che si svolgerà in un ristorante a tema medievale, inoltre cerca di dare alcuni consigli a Daniel riguardo alla sua dipendenza dal sesso. Intanto Hilda si prepara per il suo primo esame che determinerà il suo futuro alla scuola di cosmetici. Alexis scopre che Rodrigo è stato pagato da suo padre per convincerla a lasciare gli Stati Uniti. Wilhelmina va in carcere a trovare Claire e torna da Bradford con alcune ferite, provocate da Marc su sua richiesta, e gli dice che è stata Claire a fargli male, così Bradford decide di divorziare da Claire. Intanto inizia la festa dei segretari e Henry combatte, sull'arena contro l'assistente di Alexis, per difendere Betty. Charlie è invidiosa del rapporto che c'è tra Betty ed Henry e così dice a Betty di lasciare stare il suo ragazzo. Hilda viene promossa alla prova di cosmetica. Daniel Meade regala a Betty i soldi per il viaggio in Messico.

## Un albero cresce a Guadalajara
- Titolo originale: A Tree Grows In Guadalajara
- Diretto da: Lev L. Spiro
- Scritto da: Tracy Poust e Jon Kinnally

### Trama
I Suarez arrivano in Messico dalla famiglia del padre. Jordan Dunn, la ex di Alex prima che diventasse Alexis, è arrivata a Mode. Marc è invidioso perché Amanda ha un nuovo amico, Taveres. Wilhelmina cerca di dare un nuovo stile a Bradford. Betty vuole completare l'albero genealogico, visto che mancano i nomi dei famigliari della madre. Intanto scopre che sua nonna è ancora viva ma non aveva buoni rapporti con Ignacio. Taveres organizza una festa insieme ad Amanda, dove mostra tutti i suoi vestiti, alla festa partecipano anche Marc e Wilhelmina. Alexis sta facendo di tutto per fare scomparire suo padre. Daniel sta flirtando con Jordan. Bradford divorzia ufficialmente da Claire. Un uomo misterioso vuole vendicarsi di Ignacio. Marc e Amanda entrano di nascosto a Mode, dopo che la festa di Taveres non è finita molto bene, e decidono di svagarsi, mentre Marc sale su uno scaffale per prendere delle scarpe si apre una stanza segreta, la stanza di Fey Sommers. Ignacio deve rimanere in Messico e non può tornare negli Stati Uniti. Daniel viene aggredito mentre stava comprando delle pillole per la sua dipendenza dal sesso.

## East Side Story
- Titolo originale: East Side Story
- Diretto da: James Hayman
- Scritto da: Silvio Horta e Marco Pennette

### Trama
I Suarez sono tornati dal Messico, solo Ignacio è rimasto, ma fortunatamente Betty sta cercando di sistemare le cose con l'avvocato. Betty scopre che Daniel fa uso di droga per combattere la sua dipendenza dal sesso. Wilhelmina e Bradford decidono di sposarsi. Claire organizza una fuga dal carcere insieme alla sua "amica" Yoga per potersi vendicare di Wilhelmina. Marc e Amanda decidono di non rivelare a nessuno la stanza segreta di Fey Sommers, ma Christina sorprende Amanda mentre cerca di entrare, così entra anche lei e le due rimangono intrappolate all'interno. Betty dichiara a Henry l'amore che prova per lui ed Henry le risponde di avere appena lasciato Charlie e di essere pronto a iniziare un rapporto con lei. Hilda prepara il suo matrimonio con Santos. Charlie dice a Betty che è incinta e che il figlio è di Henry, Henry decide di partire per Tucson insieme a Charlie perché non vuole lasciarla da sola. Justin si prepara per la sua recita scolastica. Anche Alexis scopre che suo fratello si droga e lo porta in ospedale con la macchina del padre i cui freni sono stati manomessi, e durante il tragitto l'auto va a sbattere contro un albero. Betty scopre che Charlie frequenta il Dott. Farkas da qualche mese e quindi il figlio che sta aspettando potrebbe non essere di Henry. Intanto Christina e Amanda, rimaste intrappolate nella stanza segreta di Fey, si raccontano i loro segreti e scoprono alcuni documenti che dimostrano che Amanda è figlia di Fey Sommers. Santos rimane coinvolto in una rapina a un negozio, la sua vita è in pericolo quando cerca di ribellarsi e il rapinatore gli spara.